# Anseau Ier de Garlande
Pour les articles homonymes, voir Garlande et famille de Garlande.
Anceau Ier de Garlande ou Ansel de Garlande,, né vers 1069 et mort en 1118, est un seigneur français  qui fut sénéchal de France de 1108 à 1118.

## Biographie
Anseau de Garlande est un membre de la famille de Garlande, qui donna plusieurs fidèles à Philippe Ier et Louis VI. Il était le fils de Guillaume Ier de Garlande dit Adam de Garlande, et de Havoise (Havise) N…, frère de Gilbert dit Payen, sénéchal de France, d'Étienne, chancelier du roi, de Guillaume II de Garlande, sénéchal de France, et de Gilbert dit Le Jeune, bouteiller, époux d'Eustachie de Possesse.
Il fut seigneur de Gournay-sur-Marne (peut-être en partie par sa grand-mère, la mère de Guillaume/Adam de Garlande, et en tout cas par sa femme) relevant du comté de Melun, seigneur de Pontault et de Berchères, comte de Rochefort en Yvelines et sire de Gometz du chef de sa femme.
Il est nommé sénéchal de France en 1108. Le don de cette charge par le roi Louis VI fut la source d'un différend entre le roi et le comte d'Anjou, Foulques, qui considérait que celle-ci revenait de droit à sa Maison. Le comte d'Anjou profita de ce différend pour refuser l'hommage qu'il devait au roi pour son comté, le roi étant alors en guerre contre Henri Ier, roi d'Angleterre, duc de Normandie. Le roi dut trouver un accommodement avec le comte d'Anjou par l'entremise d'Amaury de Montfort, de Geoffroy, abbé de Vendôme et de Raoul de Boisgency. Hugues de Cleers fut envoyé par le comte pour discuter de cet accommodement. D'après Hugues de Cleers, il fut trouvé dans l'hommage que les Garlande, sénéchaux de France, rendaient au comte pour cet office.
En 1115, la légende veut que le sénéchal Anseau de Garlande et sa nièce Yolande traversaient à cheval la forêt de Roissy-en-Brie, quand un sanglier attaqua la monture de sa nièce. C’est alors qu’un manant de Torcy et un paysan de Roissy-en-Brie se précipitèrent pour aider le seigneur et la demoiselle. Pour récompenser cet acte de bravoure, Anseau de Garlande a donc offert une parcelle de forêt, environ 150 hectares, aux villages de Torcy et de Roissy-en-Brie, la forêt étant à l'époque une richesse, car elle est une réserve de gibiers et de bois pour la construction et le chauffage.
Il est tué en 1118 d'un coup de lance par Hugues III du Puiset, lors du troisième siège du château du Puiset, en Beauce.

## Famille
Anseau de Garlande épousa en premières noces N. de Beaujeu, fille de Guichard III de Beaujeu (mort en 1137) et de Lucienne de Rochefort.
Il se maria en secondes noces avec Béatrice/Agnès de Montlhéry, fille de Guy Ier le Rouge de Montlhéry, comte de Rochefort, et d'Adélaïde de Rochefort. Ils auront une fille unique, Agnès de Garlande (1112-1143), comtesse de Rochefort, Dame de Gournay-sur-Marne et de Gomets, mariée à Amaury III de Montfort, puis peut-être à Robert Ier de Dreux.

## Toponymes
- Avenue Ancel-de-Garlande, à Roissy-en-Brie
- Collège public Anceau-de-Garlande à Roissy-en-Brie[8],[9]